# Georg Meier
Georg »Schorsch« Meier, nemški motociklistični in avtomobilistični dirkač, * 9. november 1910, Mühldorf am Inn, Bavarska, Nemčija, † 19. februar 1999, München, Nemčija.
Georg Meier se je rodil 9. novembra 1910 v bavarskem mestecu Mühldorf am Inn. V začetku tridesetih let se je Meier začel ukvarjati z motociklističnim dirkanjem. Največji uspeh motociklistične kariere je dosegel z osvojitvijo naslova evropskega motociklističnega prvaka v sezoni 1938 v razredu do 500 cm³. V sezoni 1939 se je začasno preusmeril na avtomobilistko dirkanje in se pridružil moštvu Auto Union AG. Z dirkalnikom Auto Union Typ D, je nastopil na štirih dirkah. Na dirki Eifelrennen je bil rezervni dirkač moštva in na sami dirki ni nastopil, na dirki za Veliko nagrado Belgije je v trinajstem krogu odstopil zaradi trčenja, na dirki za Veliko nagrado Francije pa je zablestel z drugim mestom, premagal ga je le moštveni kolega Hermann Paul Müller. Zadnjič je dirkal na dirki za Veliko nagrado Nemčije, kjer je odstopil v desetem krogu zaradi okvare prednjega vpetja. Na dirki Senior TT (Isle of Man TT) je z zmago leta 1939 postal prvi tuji dirkač s tovrstnim dosežkom. Po drugi svetovni vojni je še občasno nastopal na motociklističnih dirkah. Leta 1949 je dobil nagrado za Nemškega športnika leta, ki jo je prejel kot prvi motociklistični dirkač. Umrl je leta 1999 v Münchnu.